# アフォンソ4世 (ポルトガル王)
アフォンソ4世（Afonso IV 発音: [ɐˈfõsu]、1291年2月8日 - 1357年5月28日）は、第7代ポルトガル国王（在位：1325年 - 1357年）。ディニス1世と王妃イザベル・デ・アラゴンの子。1340年のサラードの戦いで負傷しながらも自ら剣を振るって戦ったため、「勇敢王」と呼ばれる。
アフォンソ4世は隣国のカスティーリャ王国とイベリア半島のイスラーム勢力との抗争で多くの戦果を挙げた。一方でポルトガル経済の発展はアフォンソ4世の治世から停滞し、1348年秋のペストの流行によって人口の3分の1が失われた。息子ドン・ペドロと恋仲になった侍女イネス・デ・カストロを処刑したことで、倫理・国家的大義を遵守する厳格な王という印象を持たれている。イネスの処刑は後世の人間の非難の的にもなり、またイネスを題材とする多くの文学作品が制作された。

## 生涯

### 即位前
1291年2月8日にアフォンソ4世は誕生する。
父ディニスは詩作に優れた庶長子のドン・アフォンソ・サンシェスを寵愛し、アフォンソは腹違いの兄サンシェスに憎しみを抱いていた。1314年にサンシェスが王国執事長に任命された時に兄弟の対立は激化し、ディニスはサンシェスをカスティーリャ王国内の自領に移動させる。しかし、アフォンソの側近の貴族たちは、ディニスがローマ教皇の承諾を得てサンシェスへの譲位を図っているとアフォンソを扇動し、1320年にアフォンソはシントラで反乱を起こした。母イサベルの仲裁によってアフォンソは一度は矛を収めるが、1323年に再び反乱を起こす。1325年1月7日、アフォンソの反逆を許した後にディニスは没し、アフォンソがポルトガル王位を継承した。

### 即位後

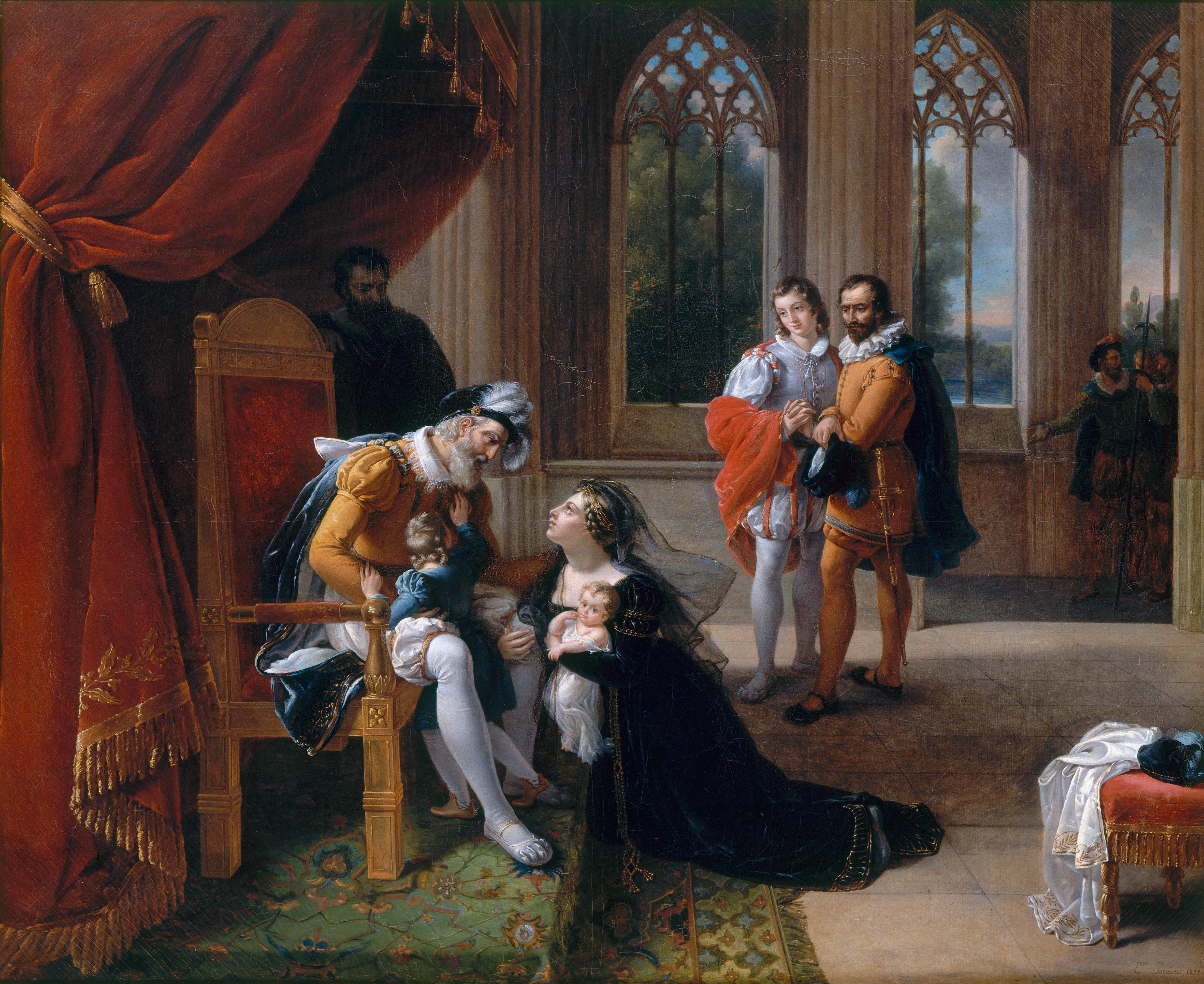
アフォンソ4世に助命を乞うイネス・デ・カストロ

アフォンソの即位後、カスティーリャのサンシェスは臣従を申し出るが、アフォンソはサンシェスの全財産を没収した上で国外に永久追放した。1326年にサンシェスはアフォンソへの報復のためポルトガルに帰還し、三度の内乱が勃発した。兄弟の和解のため、ディニスの死後にコインブラの修道院に隠棲していたイサベルが再び兄弟の仲を取り持った。
1328年にアフォンソの娘ドニャ・マリアとカスティーリャ王アルフォンソ11世の結婚が成立するが、2人の結婚生活は順調に進まなかった。アルフォンソ11世のマリアに対する侮辱を快く思わず、1335年に王子ドン・ペドロとペニャフィエル公フアン・マヌエルの娘コンスタンサの結婚が妨害されると、アフォンソはカスティーリャを攻撃した。ポルトガルとカスティーリャの戦争は4年にわたったが、モロッコのイスラーム国家マリーン朝がイベリア半島に勢力を拡大すると、両国は和解し同盟を結んだ。1340年10月13日、サラードの戦いでカスティーリャ・ポルトガルの連合軍はマリーン朝のアブー・アルハサン・アリーに勝利した。。戦後、カスティーリャとの対立が再び深刻化し、アフォンソはイングランド、アラゴンに同盟を求めた。娘レオノールをアラゴン国王ペドロ4世の元に嫁がせて婚姻関係を構築したが、1348年にレオノールがペストに罹って病没したため、両国の同盟は解消された。
1340年にドン・ペドロがコンスタンサと結婚した時、ペドロはコンスタンサの侍女イネス・デ・カストロと恋に落ちた。ペドロがローマ教皇にイネスとの結婚の許可を願い出たとき、アフォンソと廷臣たちは強くペドロに反対した。ペドロがイネスの兄弟、一族を重用することを妬んだ廷臣たちは、ペドロがコンスタンサとの間に生まれた王子フェルナンドに代えてイネスとの間に生まれた子を王位に就けようと考えているとアフォンソに讒言した。アフォンソもイネスの父ペドロ・フェルナンデスがポルトガルとカスティーリャの両国に強い影響力を有するようになることを恐れ、1355年1月にイネスを処刑する。イネスの刑死を知ったペドロは反乱を起こし、ドウロ川とミーニョ川にかけての地域が荒廃したが、母ベアトリスの説得によって反乱を中止した。
1357年、アフォンソ4世は没した。

## 政策
アフォンソ4世の時代、司法制度の改革が実施される。主要なコンセーリョ（地域の自治体）内の判事を、現地の住民によって選出した人物に代えて外部から派遣した人物を任命した。法廷には上訴権が設置され、民事裁判と刑事裁判が区分されるようになり、民事裁判は宮廷の高官が担当した。
リスボンに駐在するイタリア商人に説得され、アフォンソはカナリア諸島探検の資金を援助した。探検隊が記録した1339年の『カタロニア水路誌』は、カナリア諸島の大部分を正確に記載した地誌として知られている。

## 家族
1309年にカスティーリャ国王サンチョ4世の末娘ベアトリスと結婚した。ベアトリスは父ディニスの従妹に当たり、また1302年にアフォンソの姉コンスタンサとベアトリスの兄フェルナンド4世が結婚していた。アフォンソ4世とベアトリスの間には4男3女が生まれた。
- マリーア（1313年 - 1357年） - カスティーリャ国王アルフォンソ11世の王妃
- アフォンソ（1315年）
- ディニス（1317年 - 1318年）
- ペドロ1世（1320年 - 1367年）
- イザベル（1324年 - 1326年）
- ジョアン（1326年 - 1327年）
- レオノール（1328年 - 1348年） - アラゴン国王ペドロ4世の王妃